# Stängellose Kratzdistel
Die Stängellose Kratzdistel (Cirsium acaulon), oft auch Stengellose Kratzdistel, ist eine Pflanzenart aus der Gattung der Kratzdisteln (Cirsium) innerhalb der Familie der Korbblütler (Asteraceae). Sie kommt in weiten Teilen Mitteleuropas verbreitet vor.

## Beschreibung

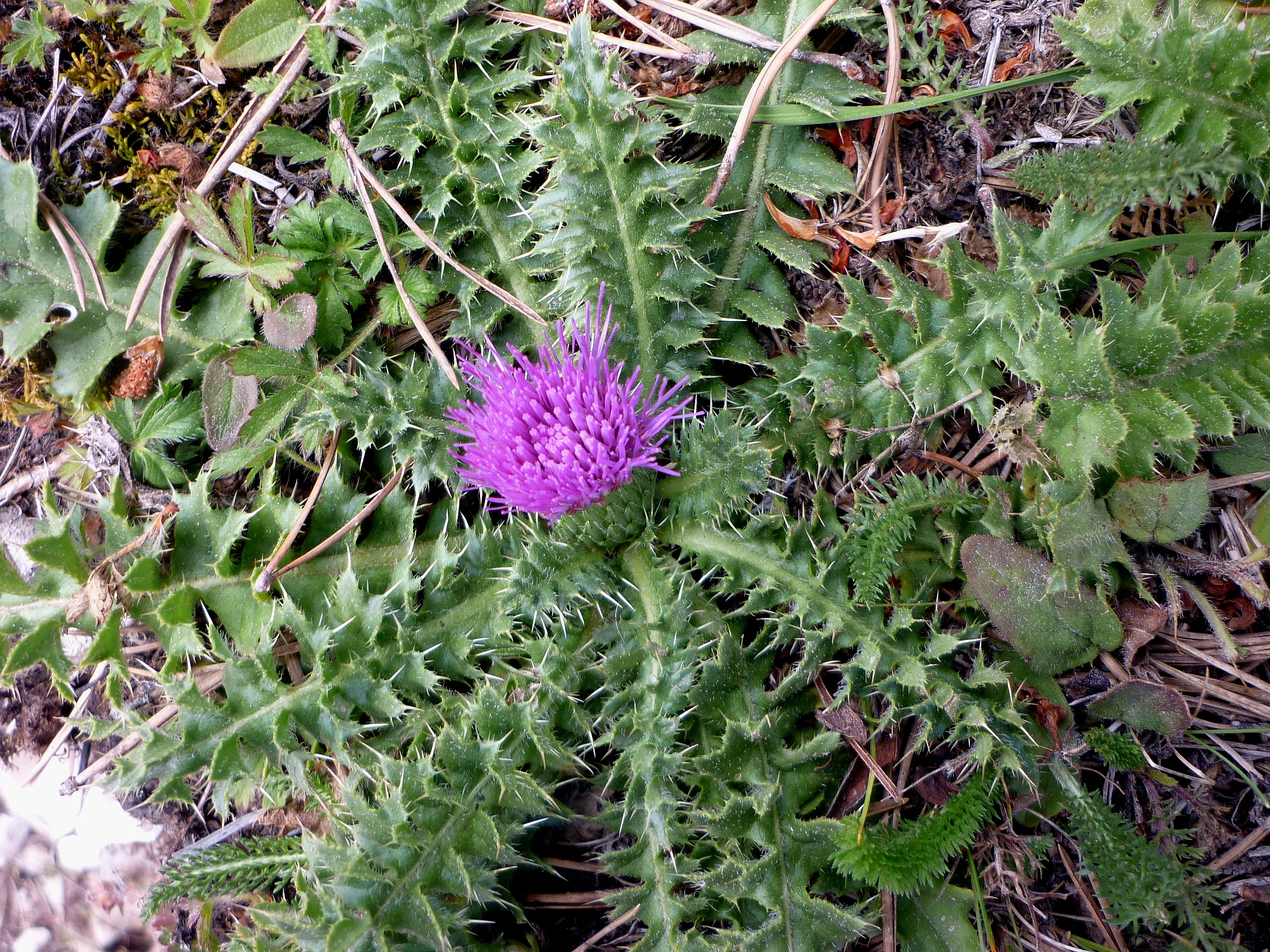
Habitus, Laubblätter und Blütenkorb

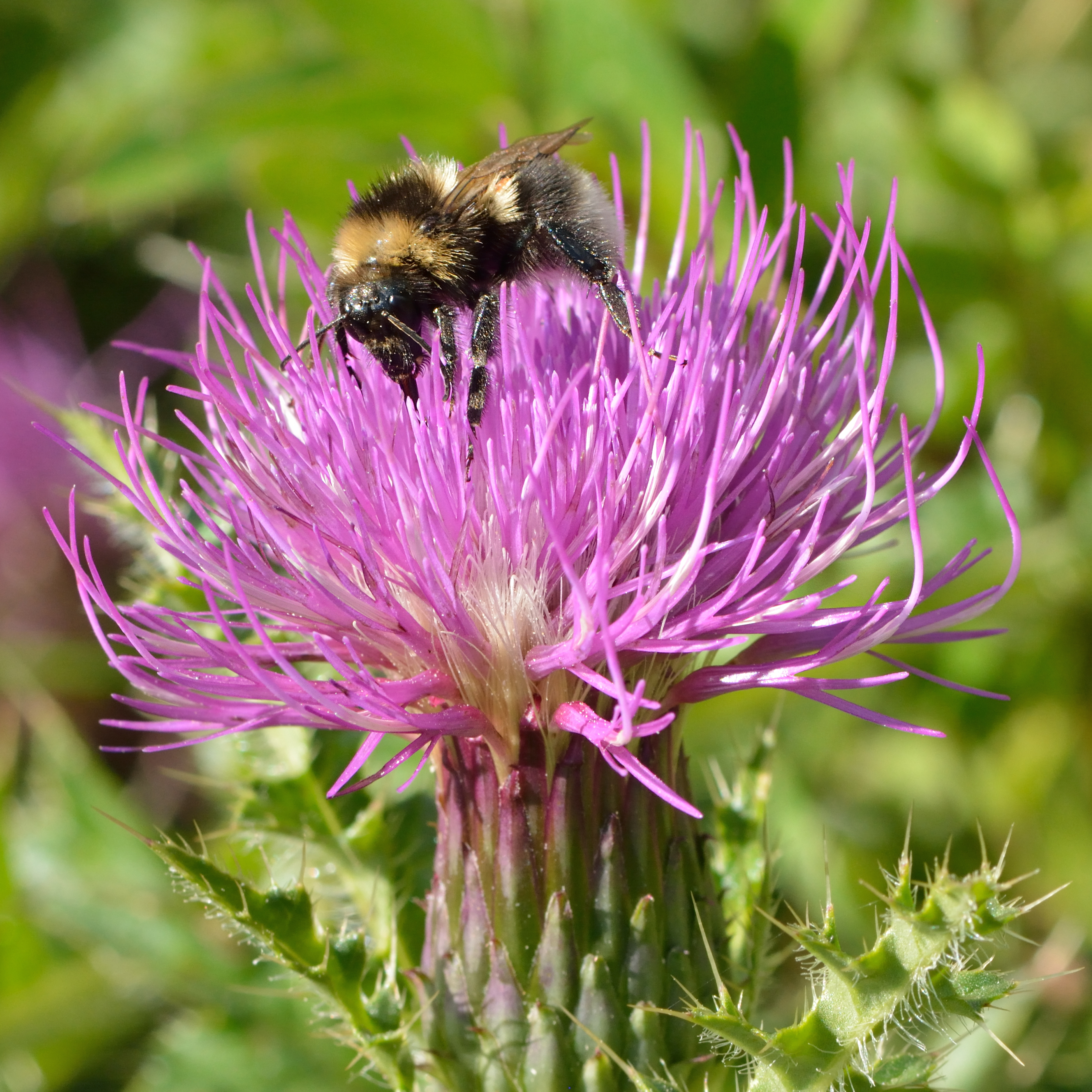
Bestäubung durch die Bärtige Kuckuckshummel (Bombus barbutellus)

### Vegetative Merkmale
Die Stängellose Kratzdistel wächst als ausdauernde, krautige Pflanze und erreicht lediglich Wuchshöhen von 5 bis 10 Zentimetern. Sofern ein sehr kurzer Stängel vorhanden ist, kann sie auch Wuchshöhen von bis zu 25 Zentimetern erreichen. Sie besitzt eine kräftige ungeteilte kurze Pfahlwurzel und lange Seitenwurzeln.
Die rosettig gehäuften und steifen Laubblätter sind auf der Oberseite kahl, auf der Unterseite zerstreut kurz behaart. Sie sind von länglich-lanzettlicher Gestalt und lappig buchtig bis fiederspaltig. Die Blattzipfel sind mehr oder weniger eckig, dreispaltig bis vierspaltig und stachelig gezähnt.

### Generative Merkmale
Die Blütezeit liegt vorwiegend in den Monaten Juli bis September. Die meist einzeln, seltener auch bis zu viert wachsenden körbchenförmigen Blütenstände sitzen unmittelbar „auf der Wurzel“ bzw. auf der Grundblattrosette. Der Hüllkelch ist eiförmig, kahl und 25 bis 45 Millimeter lang. Die Hüllblätter sind bräunlich purpurn gefärbt und anliegend. Die äußeren sind eiförmig, die inneren lineal-lanzettlich. Sie sind stumpflich, mit sehr kurzer, aufgesetzter Stachelspitze, seltener ganz wehrlos. Die Blüten sind 25 bis 30 Millimeter lang. Die Krone ist purpurrot, selten auch weiß. Der Kronsaum ist kürzer als die Kronröhre.  Die Achänen sind 3 bis 4 Millimeter lang.
Die Chromosomenzahl beträgt 2n = 34.

## Ökologie
Als Blütenbesucher kommen besonders Hummeln, die Motte Depressaria incarnatella sowie Bienen und Falter in Betracht. Die Früchte werden auch durch Ameisen verschleppt.
Gallbildungen werden durch Cecidomyia longicornis hervorgerufen. An schmarotzenden Pilzen wurde nur Puccinia cirsii beobachtet.

## Vorkommen
Die Stängellose Kratzdistel kommt von England und Skandinavien bis ins südliche Europa vor. Östlich reicht ihr Verbreitungsgebiet bis Estland, Polen und zur Slowakei.
In Deutschland ist die Stängellose Kratzdistel in der Mitte und im Süden recht verbreitet. Größere Lücken gibt es südlich der Donau und in Nordwestdeutschland. In den Allgäuer Alpen steigt sie am Breitenberg bei Pfronten bis in Höhenlagen von 1840 Metern auf. Sie steigt in Tirol bis 2200 Meter und im Kanton Graubünden am Haldensteiner Calanda bis 2350 Meter Meereshöhe auf.
In Österreich ist Cirsium acaule eher seltener zu finden, während sie in der Schweiz gebietsweise sehr häufig ist.
Die ökologischen Zeigerwerte nach Landolt et al. 2010 sind in der Schweiz: Feuchtezahl F = 2w (mäßig trocken aber mäßig wechselnd), Lichtzahl L = 4 (hell), Reaktionszahl R = 4 (neutral bis basisch), Temperaturzahl T = 2+ (unter-subalpin und ober-montan), Nährstoffzahl N = 3 (mäßig nährstoffarm bis mäßig nährstoffreich), Kontinentalitätszahl K = 3 (subozeanisch bis subkontinental).
Die Stängellose Kratzdistel wächst in Halbtrockenrasen, mageren Weiden und Wiesen, an Böschungen und an Wegrändern. Sie gedeiht am besten auf mehr oder weniger trockenen, warmen, kalkreichen, mageren und oft steinigen Lehmböden. Cirsium acaule kommt meist im Gentiano-Koelerietum oder anderen Pflanzengesellschaften des Mesobromion-Verbands vor.

## Systematik
Die Erstveröffentlichung erfolgte 1753 unter dem Namen (Basionym) Carduus acaulos durch Carl von Linné in Species Plantarum, Tomus 2, Seite 1199. Die Neukombination zu Cirsium acaulos (L.) Scop. wurde 1769 durch Giovanni Antonio Scopoli in Annus I-[V] Historico-Naturalis ..., Band 2, Seite 62 veröffentlicht. Nach dem ICBN Artikel 23.5 ist aber das Epitheton als Adjektiv in das Geschlecht des Gattungsnamens zu setzen, sodass die Art Cirsium acaulon heißen muss. Weitere Synonyme für Cirsium acaulon (L.) Scop. sind: Cnicus acaulos (L.) Willd. und Cnicus dubius Willd.
Je nach Autor gibt es Unterarten:
- Cirsium acaulon (L.) Scop. subsp. acaulon
- Cirsium acaulon subsp. gregarium (DC.) Talavera: Sie kommt nur in Spanien vor.[4]

## Trivialnamen
Für die Stängellose Kratzdistel bestehen bzw. bestanden auch die weiteren deutschsprachigen Trivialnamen: Burste (Graubünden), Klein Eberwurz und Mattapfel (Berner Oberland).